# م‌ایروکوشا
مِ‌ایروکوشا (明六社 (به معنی «انجمن سال ششم میجی») Meirokusha)  یک انجمن روشنفکری در ژاپن، دوره میجی بود که مجله انتقادی اجتماعی مِ‌ایروکو زاش‌شی  Meiroku zasshi (明六雑誌 (به معنی «مجله مِ‌ایروکو»))  را منتشر می‌کرد.

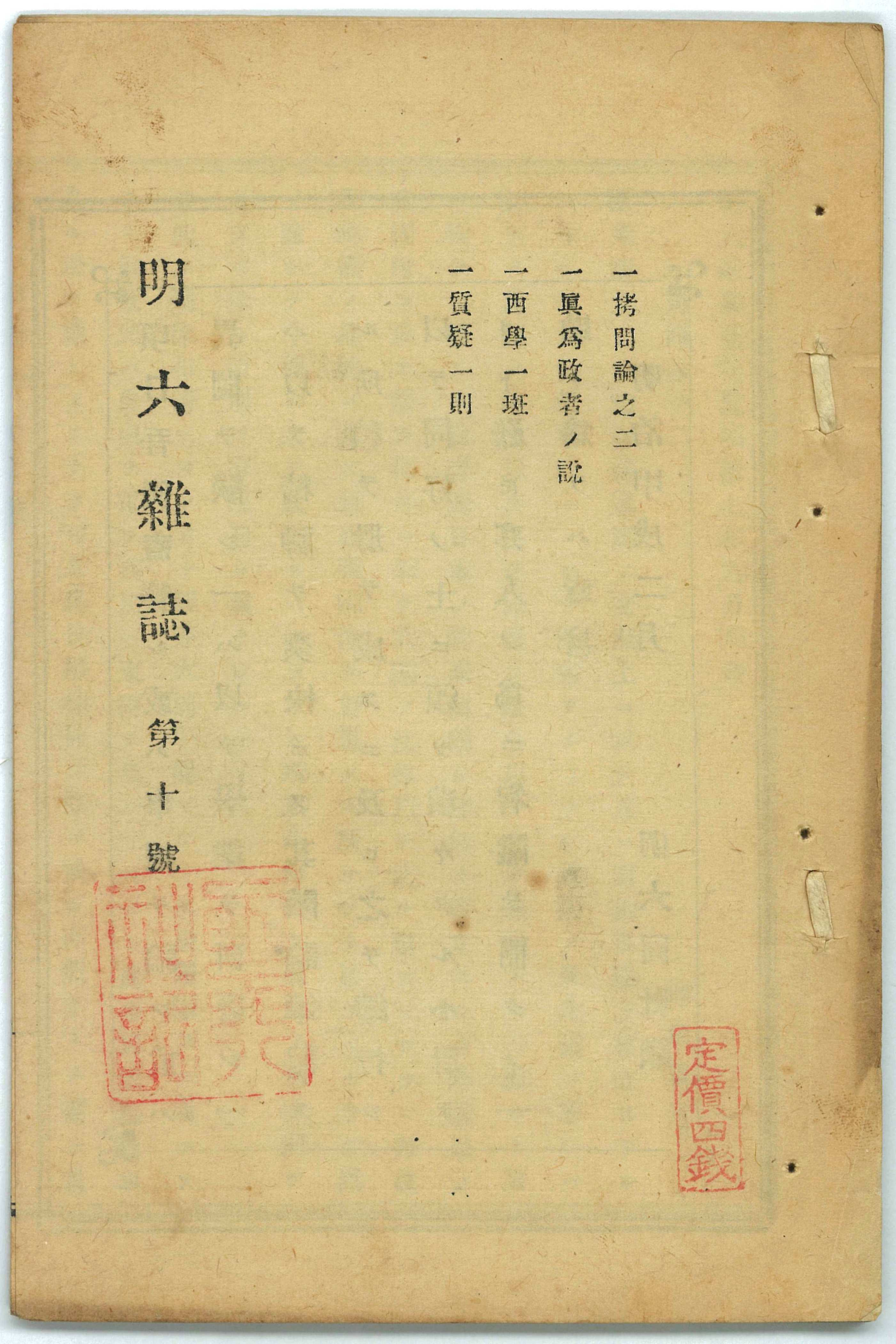
مجله «مِ‌ایروکو زاش‌شی» (Meiroku Zasshi) ، شماره ۱۰، سال ۱۸۷۴

هدف انجمن «ترویج تمدن و روشنگری» و معرفی اخلاقیات و عناصر تمدن غربی به ژاپن بود و به وسیله سخنرانی‌های عمومی و انتشار مجله مِ‌ایروکو زاش‌شی، نقش برجسته‌ای در معرفی و ترویج اندیشه‌های غربی در اوایل دوره میجی داشت.

## شکل‌گیری
طرح انجمن میروکوشا توسط دولتمرد موری آرینوری در سال ۱۸۷۳ (شش سال پس از اصلاحات میجی ) مطرح و در یکم فوریه ۱۸۷۴ به طور رسمی تشکیل شد. موری که اولین سفیر ژاپن در ایالات متحده در دوران میجی بود، در طول دوره کاری خود (۱۸۷۳-۱۸۷۱) تحت تأثیر فعالیت‌ها‌ی جوامع آموزشی آمریکا قرار گرفته بود. او همچنین در زمینه آموزش دولتی، تحت تأثیر نظرات «هورس من» (Horace Mann)، نماینده مجلس نمایندگان ایالات‌ متحده‌ و اصلاح‌گر نظام آموزشی قرار گرفت.

## اعضا
برخی از پیشروترین دبیران، بوروکرات‌ها و فلاسفه ژاپن در قرن نوزدهم، در م‌ایروکوشا عضو بودند؛ و اکثرا هر دو نوع فلسفه غربی و شرقی را مطالعه کرده و تجربه زندگی در غرب را داشته بودند.
اعضای اصلی انجمن مِ‌ایروکوشا، موری آرینوری، نیشی آمانه، فوکوزاوا یوکیچی، نیشیمورا شیگکی (Nishimura Shigeki)،  کاتو هیرویوکی (Kato Hiroyuki)، میتسوکوری رینشو (Mitsukuri Rinsho)، میتسوکوری شوهی (Mitsukuri Shuhei)، ناکامورا ماسانائو (Nakamura Masanao)، تسودا مامیچی (Tsuda Mamichi) و سوگی کوجی (Sugi Koji) بودند.